# Microlinyphia delesserti
Microlinyphia delesserti là một loài nhện trong họ Linyphiidae.
Loài này thuộc chi Microlinyphia. Microlinyphia delesserti được Lodovico di Caporiacco miêu tả năm 1949.